# 彼得里·斯克里科
彼得里·斯克里科（芬蘭語：Petri Skriko，1962年3月13日—），芬兰男子冰球运动员。他曾代表芬兰国家队参加1984年和1992年冬季奥林匹克运动会冰球比赛，分别获得第六名和第七名。